# Pustak stropowy

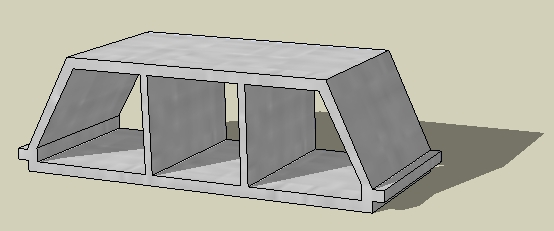
Pustak stropowy

Pustak stropowy – wyrób ceramiczny lub betonowy stosowany jako wypełniające elementy budowlane do stropów i stropodachów gęstożebrowych.

## Przykłady
- pustaki stropowe Ackermana
- pustaki stropowe „DMS”
- pustaki stropowe DZ-3
- pustaki stropowe Ceram
- pustaki stropowe Teriva
- pustaki stropowe Fert
- pustaki stropowe Rector